# Rudy Árias (baseball, 1931)
Pour l'instructeur de baseball, voir Rudy Árias.
Rodolfo Árias Martínez (né le 6 juin 1931 à Las Villas (Cuba) et mort le 12 janvier 2018 à Miami (Floride)) est un lanceur gaucher de baseball ayant joué dans les Ligues majeures.

## Biographie
Rudy Árias a joué 34 parties comme lanceur de relève pour les White Sox de Chicago en 1959, remportant deux victoires sans subir de défaite. Sa moyenne de points mérités fut de 4,09 avec 28 retraits sur des prises en 44 manches lancées.

### Famille
Son fils Rudy, né en 1957, est un instructeur dans les Ligues majeures.